# フノリ
フノリ（布海苔、布苔、布糊、海蘿）は、真正紅藻綱スギノリ目フノリ科フノリ属 (学名: Gloiopeltis) に属する海藻の総称である。不規則に叉状分枝する円筒状またはやや扁圧した藻体をもち (右図)、しばしば潮間帯上部で群落を形成する。日本を含む北太平洋沿岸域に分布する。
フノリ属にはハナフノリ、フクロフノリ、マフノリなどが含まれる。いずれの種も食用とされるが、特にフクロフノリが用いられることが多い。またフノリ類の細胞壁多糖であるフノランは、ガムの有効成分や健康食品に用いられることがある。古くは糊の原料とされ、漆喰や織物の糊つけ、工芸品、整髪料などさまざまな用途で利用されていた。

## 特徴

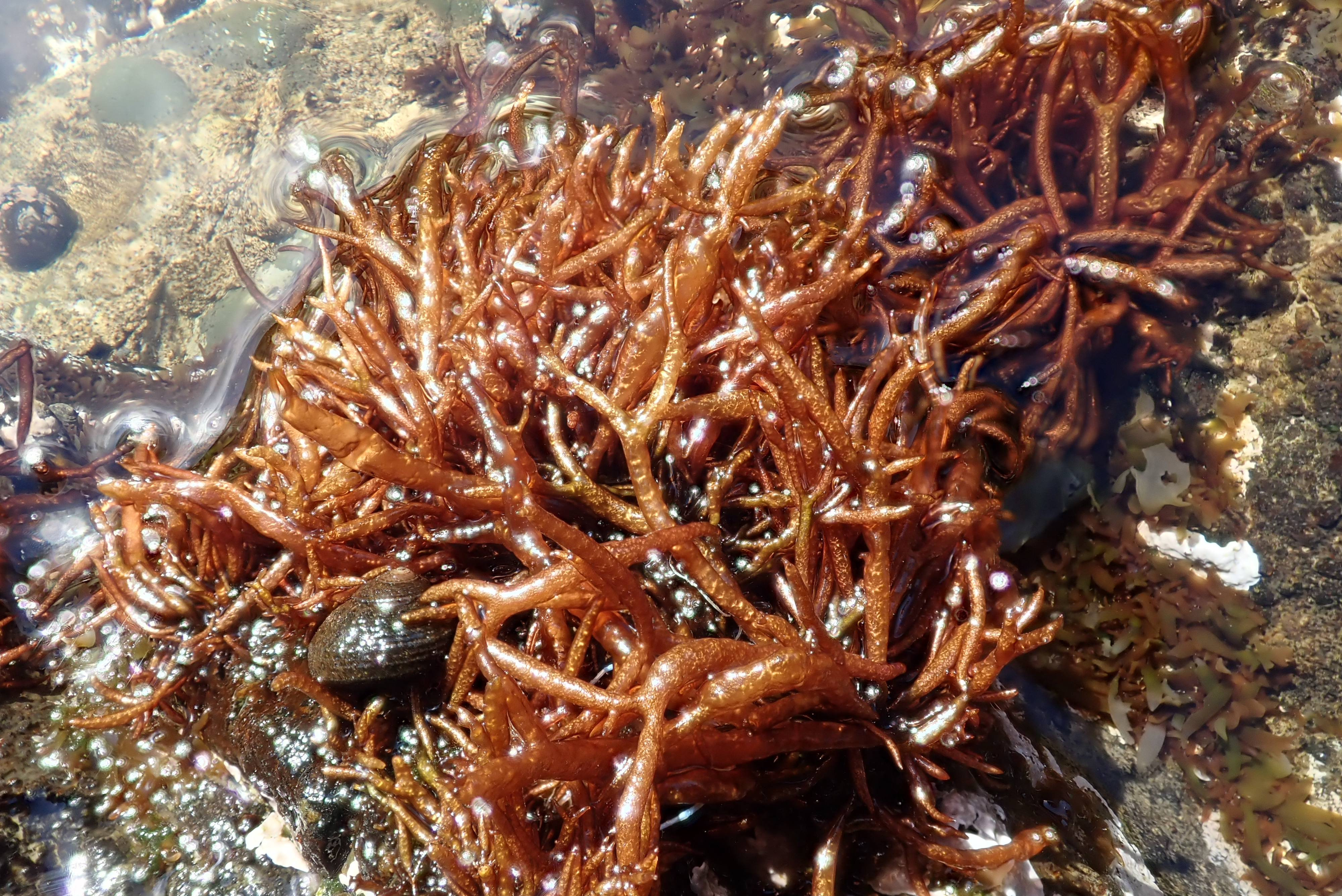
1a. 磯に生えたフクロフノリ

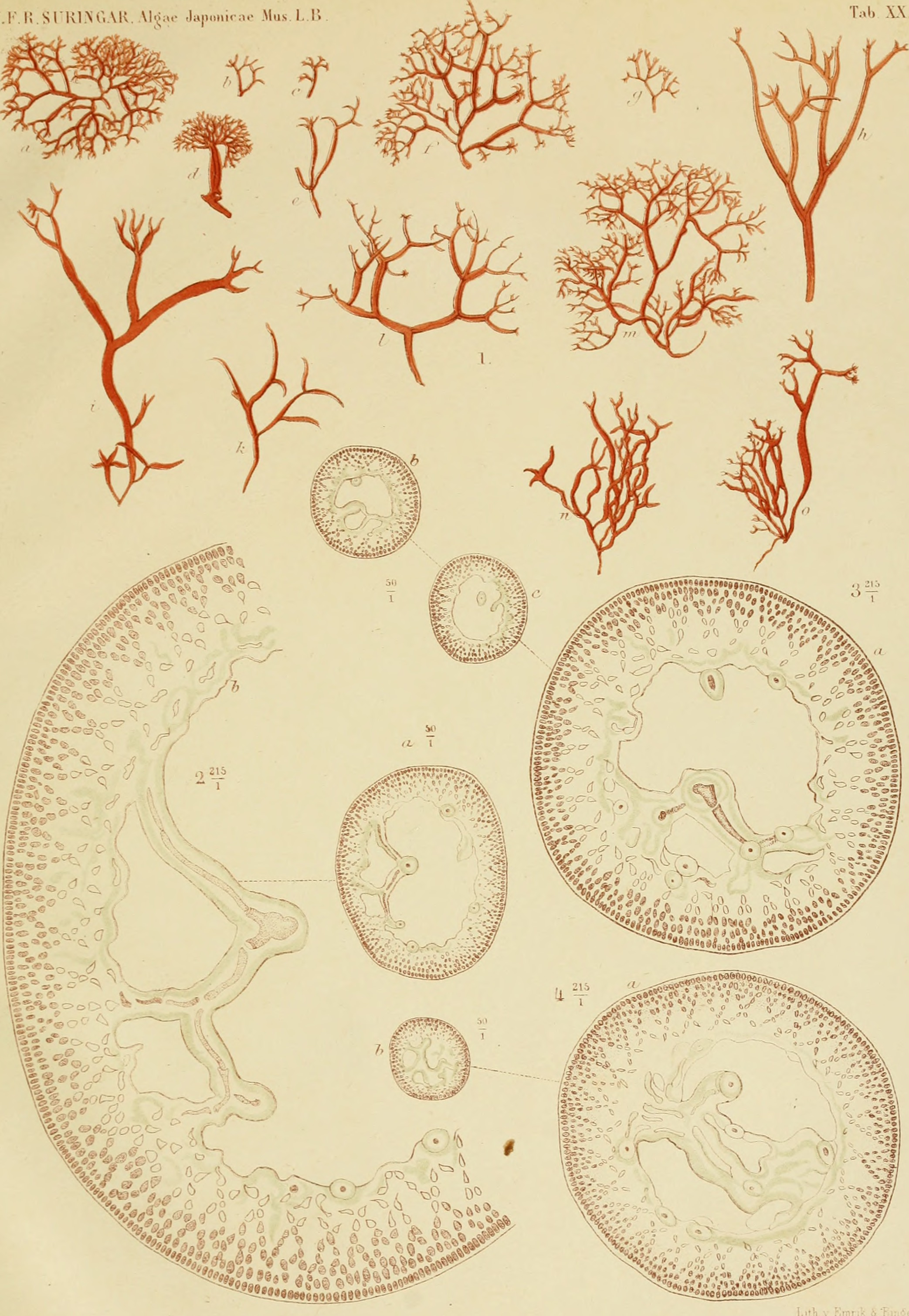
1b. フクロフノリ: 下は横断面図

配偶体 (染色体を1セットもち配偶子を形成する体) と四分胞子体 (染色体を2セットもち減数分裂によって四分胞子を形成する体) の間で世代交代を行い、配偶体と四分胞子体はほぼ同形。藻体は盤状の基部から直立し、円柱状またはやや扁圧、不規則に二叉状分岐する (左図1a, b)。色は赤褐色から黒色。単軸性。皮層を構成する細胞は外側に向かって小さくなる。内部は粘質に富み、仮根糸を含むゆるい髄となるか、または中空 (左図1b)。
配偶体は雌雄異株。内皮層の特別な側糸において、下部の細胞1つが助細胞となり、そこから2細胞からなる造果糸が生じる。連絡糸を介して受精核を受け取った助細胞は周囲の細胞と融合して融合細胞となり、造胞糸を生じる。造胞糸はほとんどが果胞子嚢になる。嚢果は藻体表面に突出する。造精器 (精子嚢) は皮層細胞の末端から形成され、鎖状にはならない。四分胞子嚢は皮層細胞から形成され、四分胞子形成は十字型。
冬から春にかけて成長、成熟し、夏には消失する。盤状の基部は数年間生存するともいわれる。
波の強い潮間帯上部に大きな群落をつくることが多い。

## 利用
日本では食用とされることがある。また細胞壁多糖であるフノランはガムの有効成分や健康食品に利用される。古くは煮溶かして糊としたものが漆喰、織物用糊料、紙の防水や艶出し、洗髪・整髪料などに広く利用されていた。

### 歴史
日本では古くから利用されており、『正倉院文書』(740年頃) には、万葉仮名で「布乃利 (フノリ)」が記されている。平城京出土の木簡でも「布乃利」または「赤乃利」の名で記されている。『延喜式』(927年完成) では貢納品に指定されている。『延喜式』では「鹿角菜」の漢字を用いているが、『延喜式』以外ではこの字はふつう別の紅藻であるツノマタ類 (これも糊に利用された) を指し、フノリには「布乃利」、「布苔」などが使われている。また『和名類聚抄』(930年) では中国名の「海蘿」を充てている。
『和名類聚抄』の記述では食用としてはあまり好まれておらず (「味渋鹹ニシテ大冷」)、朝廷から寺院への食用としての支給も非常に少ない。一方で貢納国は多く (尾張、伊勢、紀伊、播磨、阿波)、貢納価値も比較的高かったことから、食用以外の用途 (建築、工芸など) で広く利用されていたと考えられている。フノリは晒して煮溶かしたものを糊とする。これに石灰とすさ (刻んだわらや布) を加えて漆喰としていた。中国では古くからフノリを漆喰に使用しており、中国北部の渤海はフノリの産地として知られていた。フノリを用いた漆喰は飛鳥時代の頃に日本に渡来したと考えられており、高松塚古墳や法隆寺の壁画にも使われた可能性がある (高松塚古墳壁画の修復にはフノリが使われた)。その後も中世から近世にかけて、このような漆喰は建築物に広く利用されていた。またフノリの糊は絹織物や綿織物の糊つけにも広く使われていた。他にも絹絵の下地、陶磁器の下絵の下地、さまざまな工芸品、紙の防湿、紙や皮の艶出し、丸薬、鋳型の砂を固める、水引や筆先を固める、布袋に入れて石けんの代用、洗剤、洗髪、整髪などさまざまな用途に用いられていた。
江戸時代には広く売買され、宝暦4年 (1754年) には大阪に布海苔問屋 (フノリに加えてツノマタ、トサカノリ、テングサ、アラメなども取り扱っていた) が開業しているが、それ以前から広く売買されていたと考えられている。全国から集められたフノリは、大阪では西成郡伝法村、江戸では葛飾上平井村で晒フノリに処理されていた。『毛吹草』(1645年) は諸国の名産品を挙げており、フノリ (海蘿) の産地として伊勢、紀伊、土佐、豊後、肥前が記されている。明治初期におけるフノリ採取地は北海道、宮城、岩手、千葉、三重、和歌山、徳島、愛媛、高知、山口、長崎、鹿児島と日本全国に及んだ。第二次世界大戦前には大阪には30軒ほどの布海苔問屋があった。しかし第二次世界大戦後には合成糊が使用されるようになり、糊としてのフノリの利用はほとんど消滅した。

### 現在
フノリ類は、地域によって食材とされる。フノリ属の種はいずれも食用とされるが、フクロフノリが最もよく利用される。2月から4月にかけてが採取期で、寒い時のものほど風味が良いといわれる。市場ではフノリの多くは乾燥品として流通しているが、塩蔵品もあり、また産地では冬期に少量が生のまま出回ることもある。天然物が採取されているが、昭和30年代以前には養殖が試みられていた。主な産地は北海道、三陸海岸、紀伊半島、九州西岸などであり、年間生産量は数百トンほどである。
味噌汁、天ぷら、酢の物、刺身のつまや海藻サラダ、蕎麦のつなぎ（へぎそば）などに用いられる。乾燥フノリはそのまま、または最低限に熱を通して利用するが、長時間熱を通すと糊状になってしまう。
フノリの細胞壁に含まれるガラクタン (ガラクトースからなる多糖) であるフノラン (funoran) は、歯の再石灰化促進能やプラーク形成阻害能をもつことが示されており、ガムの有効成分に用いられることがある。またフノランには血圧降下や血中コレステロール低下、抗腫瘍活性などの薬理効果が示唆されており、健康食品に利用されることがある。
新潟県魚沼地方では、つなぎに小麦でなくフノリを使った「へぎそば」が名物となっており、「十日町そば」、「小千谷そば」などとして販売されているだけでなく、日本各地に「へぎそば屋」がある。

## 分類
2020年現在、フノリ属には5種ほどが知られている。
| フノリ属の分類体系の一例 (2020年現在) - フノリ属 Gloiopeltis J. Agardh, 1842 - ハナフノリ Gloiopeltis complanata (Harvey) Yamada, 1932 シノニム: Endocladia complanata Harvey, 1860; Gloiopeltis cervicornis Suringar, 1867; Endocladia cervicornis (Suringar) Suringar, 1870 藻体は円柱状からやや扁圧、高さ1.5-4 cm、太さ1-1.5 mm。下部は細く、叉状または羽状に分枝し、枝には小枝が密生、最末端の小枝は尖る。中軸細胞糸は明瞭。質は軟骨質。色は濡れていると茶褐色、乾燥すると黒くなる。四分胞子嚢は上部の枝に密に付く。潮間帯上部から潮上帯 (飛沫帯)、フクロフノリよりも上部に群落を形成する。本州太平洋岸中部から小笠原諸島、九州、南西諸島、朝鮮半島に分布とされたが、南西諸島のものはリュウキュウフノリ、韓国のものは Gloiopeltis frutex として分けられた。大島紬の糊料に使われるという。 - リュウキュウフノリ Gloiopeltis compressa (Harvey) H. Kawai, K. Yamamura & Hanyuda, 2019 シノニム: カラカンサ Caulacanthus compressus Harvey, 1860 ハナフノリに似るが、やや小型で短い不定枝が多い。南西諸島に分布。 - Gloiopeltis frutex M.I. Yang & M.S. Kim, 2017 ハナフノリに似るが、四分胞子嚢は散在する。主に韓国に分布するが、長崎県と鹿児島県のサンプルとして本種のDNA塩基配列が報告されている。 - フクロフノリ Gloiopeltis furcata (Postels & Ruprecht) J.Agardh, 1851 シノニム: Dumontia furcata Postels & Ruprecht, 1840; キタフノリ Gloiopeltis coliformis Harvey, 1860; チシマフノリ Gloiopeltis dura (Ruprecht) J. Agardh, 1876; Gloiopeltis intricata Suringar, 1867; Gloiopeltis minuta Kylin, 1941 藻体は円柱状または扁圧、高さ10-20 cm、太さ1-4 mm。数回叉状に分枝し、枝先は尖る。体は中空。質は革質。色は濡れると暗紅紫色、乾燥すると黒色。四分胞子嚢は皮層内に散在。潮間帯上部にしばしば群落を形成する。北海道から南西諸島、朝鮮半島、中国、千島列島、北太平洋沿岸、北米西岸に分布。沖縄県では準絶滅危惧種に指定されている (2018年現在)。地域によってはブツやノゲノリともよばれる。ただし分子系統学的研究からは、形態的にフクロフノリと同定されるものは複数種に分かれ、"真の"フクロフノリは東北地方以北に分布するものに相当することが示唆されている。フノリの中では最も多く利用されている。フノラン原料としても利用されるが、名前が似ることから原料名に"フクロノリ"と誤記されることが多い。フクロノリは褐藻の1種であり、フクロフノリとは全く異なる海藻である。 - マフノリ (ホンフノリ) Gloiopeltis tenax (Turner) Decaisne, 1842 (タイプ種) シノニム: コブノリ Gloiopeltis capillaris Suringar, 1870 藻体は円柱状、高さ3-10 cm、太さ2-5 mm。不規則な叉状に分枝し、分岐部でくびれる。内部は多数の糸状細胞で満たされる。質は軟骨質。色は暗紅紫色。四分胞子嚢は皮層内に散在。本州太平洋岸中部から九州、朝鮮半島、中国に分布。潮間帯上部から下部、フクロフノリよりもやや下部に生育する。糊原料としてはフノリ類の中で最も上質とされる。 |